# Flemingia gracilis
Flemingia gracilis är en ärtväxtart som först beskrevs av Susil Kumar Mukerjee, och fick sitt nu gällande namn av Syed Irtifaq Ali. Flemingia gracilis ingår i släktet Flemingia och familjen ärtväxter. Inga underarter finns listade i Catalogue of Life.